# كوك هو تينغ
كوك هو تينغ (بالصينية: 郭灝霆) مواليد 26 فبراير 1988، كان دراج هونغ كونغي سابق في صنف سباق الدراجات على الطريق وعلى المضمار. سبق أن شارك في دورة الألعاب الأولمبية الصيفية وفاز بميدالية أولمبية. حقق أيضا ميدالية في دورة ألعاب الكومنولث.

## سجل النتائج

### سباقات أو مراحل فاز بها
- طواف فرنسا
- طواف إسبانيا
- طواف سويسرا
- طواف إيطاليا

## الميداليات
| الميدالية | المسابقة                                   |
| --------- | ------------------------------------------ |
| ذهبية     | بطولة العالم للدراجات على المضمار 2011     |
| فضية      | دراجة هوائية في دورة الألعاب الآسيوية 2010 |

## روابط خارجية
- كوك هو تينغ على موقع الاتحاد الدولي للدراجات (الإنجليزية)
- كوك هو تينغ على موقع أرشيف الدراجات (الإنجليزية)
- كوك هو تينغ على موقع إحصائيات الدراجات الإحترافية (الإنجليزية)
- كوك هو تينغ على موقع نسبة الدراجات (الإنجليزية)
- كوك هو تينغ على موقع CycleBase (الإنجليزية)
- كوك هو تينغ على موقع اللجنة الأولمبية الصينية (الإنجليزية)